# Relations entre les Arméniens et les Croisés
Les Arméniens sont un peuple chrétien du haut-plateau arménien et du Caucase qui pratiquait un rite différent de celui des chrétiens orthodoxes, du fait de leur histoire. Cette opposition vis-à-vis des Byzantins les incita à s'allier aux croisés quand ceux-ci firent la conquête de la Terre sainte.

## L'alliance entre les Arméniens et les croisés
Les litiges entre les Arméniens et les Byzantins étaient d'abord religieux, après une période au début du Moyen Âge où l'Arménie, dominée par les Perses, n'eut plus de contact avec Byzance pendant près d'un siècle. Durant cette période, l'Église d'Orient eut un certain nombre de conciles qui modifièrent les rites religieux et que les Arméniens n'adoptèrent pas, du fait de leur isolement. Les frictions furent nombreuses entre les deux communautés religieuses. L'antagonisme s'aggrava après la progression de l'islam. L'Arménie se dota de nouveau de rois, qui assurèrent la défense du pays avec succès. Mais les Byzantins n'acceptèrent pas la création de ces nouveaux royaumes, intriguèrent pour les annexer à l'Empire byzantin et, quand ils réussirent, ils se préoccupèrent plus de conversion religieuse que de défense du pays. Finalement, les Seldjoukides firent la conquête de l'Arménie, obligeant nombre d'Arméniens à émigrer en Cilicie.
Lorsque les croisés arrivèrent à Byzance, l'empereur leur demanda un serment d'allégeance. Ensuite, les croisés mirent le siège devant Nicée. Ils étaient sur le point de prendre la ville, quand les Turcs négocièrent la reddition de la ville avec les Byzantins. Les croisés virent ainsi le drapeau byzantin sur la ville qu'ils s'apprêtaient à attaquer. Les croisés eurent ainsi à subir un certain nombre de perfidies des Grecs.
De ce fait, les alliances et collaborations entre les croisés et les Arméniens reposaient sur deux principes, la solidarité face à un adversaire commun, et l'estime mutuelle entre les deux peuples. Parmi les différentes communautés chrétiennes d'Orient, les Arméniens étaient les seuls dont les croisés reconnaissaient la valeur guerrière et les considéraient comme leurs égaux.

### Le soutien militaire
L'arrivée des croisés fut d'une aide précieuse pour les seigneurs arméniens de Cilicie, qui commençaient à céder face à la pression des Turcs Seldjoukides. Ainsi Gabriel de Malatya, qui était alors assiégé, vit ses assaillants lever le siège pour combattre l'avancée des croisés. Pendant que les croisés piétinaient devant Antioche, Thoros, gouverneur d'Édesse, fit appel à Baudouin de Boulogne pour une aide militaire. Baudouin aida à repousser les Turcs, puis succéda à Thoros, transformant le pays en comté d'Édesse. En 1108, Baudouin II, comte d'Édesse, fut capturé. Une cinquantaine d'Arméniens organisèrent une expédition de secours et, malgré leurs pertes, réussirent à libérer le comte.

### Les alliances familiales
Très tôt, des mariages furent conclus entre les croisés et la noblesse arménienne. Ainsi, les trois premiers comtes d'Édesse :
- Baudouin Ier, épousa vers 1099 Arda, qu'il répudia cependant vers 1105, après qu'il fut devenu roi de Jérusalem,
- Baudouin II, épousa vers 1101 Morfia de Malatya, qui suivit son mari à Jérusalem lorsqu'il en devint le roi,
- Josselin Ier épousa vers 1102 une Arménienne, fille de Constantin Ier, prince des Montagnes, qui prit le nom de Béatrice après son mariage.

Par la suite les mariages se multiplièrent et l'on voit :
- Isabelle de Courtenay, fille de Josselin II d'Édesse, épouse en 1149 de Thoros II, prince des Montagnes,
- Isabelle, fille d'Onfroy III de Toron, épouse en 1182 de Roupen III, prince des Montagnes,
- leur fille Alix épouse Raymond IV, comte de Tripoli,
- Léon II, prince des Montagnes et frère de Roupen II, épouse d'Isabelle, nièce de la femme de Bohémond III d'Antioche,
- Doleta, nièce de Roupen III et de Léon II, épouse en 1186 de Bertrand Embriaco, de la famille des seigneurs du Gibelet,
- et de tels exemples restent nombreux au cours de l'histoire des Croisades.

## Cependant, quelques litiges

### Mleh, prince des Montagnes
Au cours de l'histoire de la Cilicie arménienne, le prince Mleh est une exception. En effet, il fit alliance avec l'émir musulman Nur ad-Din pour prendre le pouvoir en Cilicie. Ce soutien musulman lui permit de conquérir entièrement la Cilicie et d'en chasser définitivement les Byzantins, mais l'obligea à pratiquer une politique anti-franque. Il n'hésita pas à attaquer des armées de croisés qui traversaient la Cilicie, comme celle d'Étienne de Champagne, comte de Sancerre. Les nobles arméniens réglèrent eux-mêmes le problème, en assassinant Mleh et en mettant sur le trône son neveu Roupen III, qui rétablit ensuite des relations normales avec les croisés.

### Des rivalités entre Antioche et la Cilicie arménienne
Le prince Mleh ayant conquis la totalité de la Cilicie, la principauté arménienne se retrouve frontalière avec la principauté d'Antioche. Les querelles de frontières n'ont pas manqué d'éclater entre les deux États. En 1185, sous couvert de négociation, le prince Bohémond III d'Antioche attire Roupen III à Antioche et l'emprisonne. Léon, le frère de Roupen, attaque Antioche, mais les deux princes doivent céder des forteresses contre la libération de Roupen. En 1194, c'est Bohémond III qui se retrouve prisonnier de Léon. Par traité, Bohémond cède Antioche contre sa liberté, mais le prince héritier Raymond IV et le patriarche Aimery de Limoges, soutenus par les éléments latins et grecs de la population, refusent la transaction. Finalement, cet épisode se conclut par le mariage de Raymond avec une nièce de Léon.
Bohémond III et son fils aîné meurent peu de temps après. La succession est disputée entre Raymond, fils de Raymond IV et petit-fils de Bohémond III, et Bohémond IV, fils cadet de Bohémond III. Léon soutient son petit-neveu et l'aidera à l'occasion de deux complots, un en 1208 qui échoue, et un second en 1216 qui place Raymond-Roupen sur le trône d'Antioche. Mais une révolte de la population gréco-latine détrône définitivement Raymond-Roupen.
Après le bref règne de Philippe d'Antioche, dont l'assassinat ne semble pas avoir suscité de représailles de la part d'Antioche, Héthoum Ier monte sur le trône en 1226. En 1254, il marie sa fille Sibylle au prince Bohémond VI d'Antioche. Ce mariage contribue à aplanir les litiges entre Antioche et l'Arménie, et Bohémond VI est le seul prince latin d'Orient à avoir suivi Hethoum dans sa politique d'alliance avec les Mongols, pour résister aux Turcs et aux mamelouks.

### Les princes francs à la tête de la Cilicie arménienne
À la mort de Léon II, sa fille Isabelle épouse Philippe d'Antioche, qui est couronné roi en 1221. En acceptant le trône, Philippe avait pris l'engagement « qu'il vivrait à la mode arménienne, adopterait la foi et la communion des Arméniens et respecterait les privilèges de tous leurs nationaux ». Mais le jeune roi ne respecte pas ses engagements, et tente de remplacer les nobles influents de la cour par ses compatriotes. Il irrite ainsi ses nouveaux sujets, qui se révoltent sous la conduite de Constantin de Barbaron. Philippe est détrôné et assassiné, mais Constantin laisse Isabelle sur le trône et la marie à son fils Héthoum.
À la mort de Léon V, les barons arméniens acceptent les termes de son testament qui désigne comme successeur son cousin Guy de Lusignan, qui est couronné sous le nom de Constantin IV. Les barons l'avaient accepté car ils pensaient que Guy amènerait des troupes en renforts et se consacrerait à la défense du royaume. Or les premières actions de Constantin IV furent de chercher à obtenir de l'Église d'Arménie qu'elle accepte la supériorité de Rome, qu'elle renonce à ses rites et au monophysisme. Au bout de trois ans, le roi est assassiné, et les barons donnent la couronne à un lointain cousin héthoumide.
Après le règne de Constantin VI, les Arméniens, de guerre lasse, offrirent la couronne à Léon VI de Lusignan. Celui-ci, au lieu de défendre le royaume réduit à deux villes, se mêla encore de querelles religieuses. Les Arméniens n'eurent pas le temps de se révolter, car la ville de Sis fut prise par les Mamelouks et le royaume définitivement détruit.

### La question religieuse

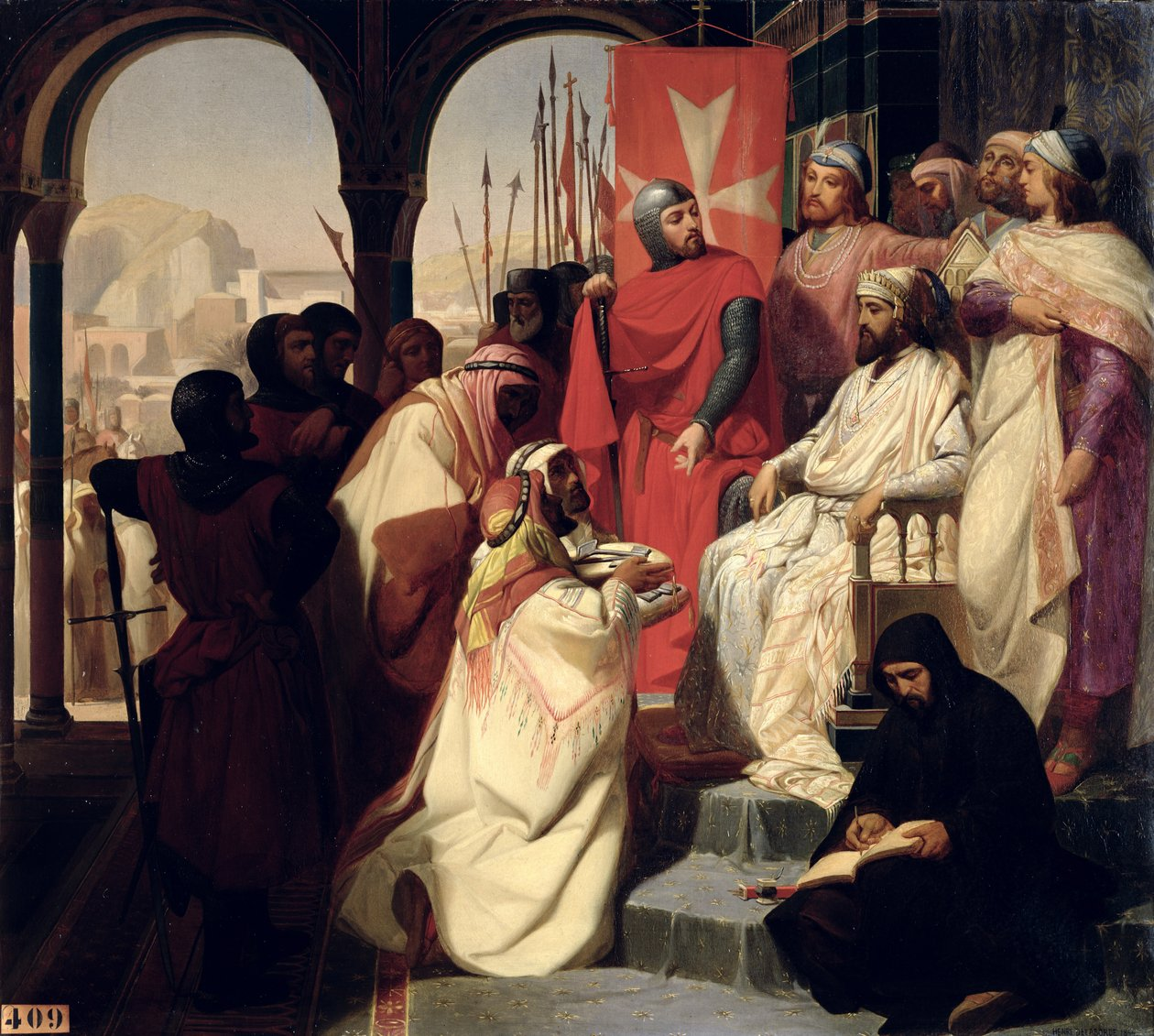
Henri Delaborde, Les chevaliers de Saint-Jean restaurant la religion en Arménie en 1347, 1844.
Au Concile de Sis, le roi Constantin V accepte de se rallier à la foi romaine.

Les rites et les dogmes de l'Église d'Arménie sont très éloignés de ceux l'Église de Rome, plus encore que de ceux de l'Église orthodoxe. Dans les premiers temps des croisades, les croisés et les Arméniens se sont rapprochés sur la base de l'opposition commune vis-à-vis de Byzance, sur un terrain politique sans trop s'aventurer sur le terrain religieux. Cet état de fait dure pendant plus d'un siècle. On voit ainsi le patriarche arménien Grigor III Palhavouni (1113-1166) participer en 1140 à Jérusalem à un concile latin, présidé par le légat romain Albéric d'Ostie. Grigor en profita pour se ménager des alliances avec l'Église de Rome contre celle de Byzance. Par la suite, des envoyés de Grigor se rendirent en Italie et rencontrèrent le pape Eugène III à Viterbe en 1145. Ses successeurs, le patriarche Nersès IV Chnorhali (1166-1173) et Grigor IV Thga (1173-1193), cherchèrent toute leur vie à définir un terrain d'entente entre l'Église arménienne et l'Église romaine. Mais le clergé s'opposait à ces tentatives de rapprochement avec Rome, et élurent Grigor V Karavège (1193-1194), beaucoup moins favorable à ces rapprochements. Léon II, qui avait besoin de l'alliance latine, le fit déposer et remplacer par Grigor VI Apirat (1194-1203), plus favorable aux latins. Mais cela provoqua un schisme interne, avec l'élection d'un anti-patriarche en Grande-Arménie.
Lorsque le prince Léon II demande l'intronisation royale au pape et à l'empereur, il l'obtint en contrepartie du ralliement de l'Église d'Arménie à Rome. En fait, ce ralliement se limita à des concessions verbales, et à aucun moment le clergé arménien n'abjura son credo particulier pour se rallier à la double nature du Christ.
Il y eut d'autres heurts, notamment pendant le bref règne de Constantin IV de Lusignan, des réconciliations (concile de Sis en 1347 avec Constantin V), mais il est vrai que d'une situation de tolérance religieuse qui existe au début des croisades, on arrive à une lutte entre les deux Églises qui précipite la chute de l'Arménie cilicienne.

## Sources
- René Grousset, L'Empire du Levant : Histoire de la Question d'Orient, Paris, Payot, coll. « Bibliothèque historique », 1949 (réimpr. 1979), 648 p. (ISBN 978-2-228-12530-7)